# VfL Wolfsburg
VfL Wolfsburg, punim imenom VfL Wolfsburg-Fußball GmbH je njemački nogometni klub iz grada Wolfsburga, Donja Saska. U sezoni 2019./20. igra u najvišoj domaćoj ligi, 1. Bundesligi. Klub je u svojim počecima osnovan za radnike Volkswagena iz Wolfsburga, a danas je pod 100% vlasništvom Volkswagen AG-a.
Svoj prvi i jedini naslov prvaka Bundeslige osvojili su u sezoni 2008./09.

## Povijest

### Nova momčad u novom gradu
Grad Wolfsburg utemeljen 1938. kao Stadt des KdF-Wagen da bi udomaćio automobilske radnike koji su izrađivali automobil koji je kasnije postao poznat kao Volkswagen Buba. Prvi nogometni klub je nastao ujedinjenjem automobilskih radnika, bio je poznat kao BSG Volkswagenwerk Stadt des KdF-Wagen. Klub je igrao u prvoj diviziji Gauliga Osthannover u sezonama 1943./44. i 1944./45.
12. rujna 1945., od posljedica Drugog svjetskog rata, formiran je novi nogometni klub, VSK Wolfsburg. Počeli su igrati u zeleno-bijelim dresovima, koje i danas nose. U tim bojama igraju jer je tadašnji lokalni trener, Bernd Elberskirch imao deset zelenih dresova na raspolaganju, te bijele posteljine za krevet, koje su lokalne žene isplele da bi napravile kratke hlače za nogomet.
15. prosinca 1945., klub je bio u krizi koja ga je zamalo uništila kada su svi, osim jednog igrača, otišli u drugi nogometni klub, 1. FC Wolfsburg. Jedini igrač koji je ostao, Josef Meyer, je surađivao s Willi Hilbert da bi obnovio klub, dovodivši nove igrače. Ta nova momčad, sam zvana VfL Wolfsburg, je osvojila lokalni Gifhorn. U kasnom studenom 1946. godine, momčad je igrala prijateljsku utakmicu protiv kluba Schalke 04 na stadionu pod vlasništvom Volkswagena.

### Poslije II. Svjetskog rata
Klub je napravio malen, ali siguran porast u sljedećim sezonama. Osvojili su mnoga amaterska natjecanja, ali su u Oberligu Nord prošli 1954. godine, pobjedom od 2:1 nad Heiderom SV. Međutim, Wolfsburg se jedva provukao u ligi, svaku je sezonu zamalo ispadao, sve do 1959. godine, kada su konačno ispali iz Oberlige Nord. Kada je 1963. osnovana prva njemačka nogometna liga - Bundesliga, Wolfsburg je igrao u Regionalligi Nord, tadašnjoj drugoj ligi, kada je tek u nju prošao iz treće lige, Verbandeslige Niedersachsen.

### Druga liga i put do Bundeslige
Wolfsburg je ostao u drugoj ligi (Regionalliga Nord) sljedećih dvanaest godina, a njihov najbolji plasman je bio u 1970. godini, kada su bili drugoplasirani. Taj plasman im je osigurao plasman u playoff natjecanje (doigravanje) za 1. Bundesligu gdje su slabo igrali i izgubili. Od srednjih 70-ih do ranih 90-ih godina prošlog stoljeća, Wölfe je igrao u trećoj njemačkoj ligi u Oberligi Nord. Bili su uzastopni prvaci 1991. i 1992. godine, što je dovelo klub u 2. Bundesligu sezone 1992./1993.
Wolfsburg je nastavio s uspjesima u 1990-ima. Dospjeli su do finala Njemačkog kupa (DFB-Pokal) 1995. godine, ali su izgubili u finalu rezultatom 0:3 od Borussije Mönchengladbach; a 1997. godine, bili su drugi u ligi.
Prijašnja predviđanja da će momčad odmah ispasti iz lige nisu bila, dapače, Vukovi su bili na sredini tablice Bundeslige. U sezoni 1998./99., Wolfsburg, pod vodstvom Wolfgang Wolf, je bio na petom mjestu u 33. kolu, pa su imali nadu da budu na četvrtom mjesti, što bi im donijelo plasman u kvalifikacije za UEFA Ligu prvaka 1999./00. Izgubivši od Duisburga 6:1 u zadnjem kolu, završili su na šestom mjestu s 55 bodova, pa su se kvalificirali u Kup UEFA 1999./00. U UEFA Intertoto kup su se kvalificirali 2000., 2001., 2003., 2004. i 2005. godine, s najboljim uspjehom 2003. godine, gdje su došli do finala i izgubili od talijanske AC Perugije. Poslije toga, nisu imali većih uspjeha, čak su umalo i ispali s 15. mjestom dvaput.

### Felix Magath i prvi naslov prvaka
Za sezonu 2007./08., klub je angažirao bivšeg trenera FC Bayern Münchena, Felixa Magatha, s kojim su osvojili 5. mjesto na kraju sezone, i po drugi put u povijesti, plasirali se u Kup UEFA. U sezoni 2008./09., postigli su najveći uspjeh u klupskoj povjesti, kada su pobjedomm od 5:1 nad Werder Bremenom osvojili prvenstvo, 23. svibnja 2009. Uz taj uspjeh, postigli su i još jedan: igrači Grafite i Edin Džeko su zajedno postigli 54 gola, što je srušilo rekord Gerda Müllera i Uli Hoeneßa iz 1971./72. i 1972./73. za najefikasniji napadački duo.

## Uspjesi
- Bundesliga:

- Prvaci (1x): 2008./09.

- Njemački kup:
  - Finalisti (1x): 1995.

## Prijašnje sezone
| Sezona    | Liga          | Poz. |
| 1999./00. | 1. Bundesliga | 7.   |
| 2000./01. | 1. Bundesliga | 9.   |
| 2001./02. | 1. Bundesliga | 10.  |
| 2002./03. | 1. Bundesliga | 8.   |
| 2003./04. | 1. Bundesliga | 10.  |
| 2004./05. | 1. Bundesliga | 9.   |
| 2005./06. | 1. Bundesliga | 15.  |
| 2006./07. | 1. Bundesliga | 15.  |
| 2007./08. | 1. Bundesliga | 5.   |
| 2008./09. | 1. Bundesliga | 1.   |
| 2009./10. | 1. Bundesliga | 8.   |
| 2010./11. | 1. Bundesliga | 15.  |
| 2011./12. | 1. Bundesliga | 8.   |
| 2012./13. | 1. Bundesliga | 11.  |
| 2013./14. | 1. Bundesliga | 5.   |
| 2014./15. | 1. Bundesliga | 2.   |
| 2015./16. | 1. Bundesliga | 8.   |
| 2016./17. | 1. Bundesliga | 16.  |

## Stadion
Domaći stadion Wolfsburga je Volkswagen Arena, koja ima ukupni kapacitet od 30.122 sjedala.

## Poznati igrači
| - Willi Giesemann - Thomas Brdaric - Martin Wagner - Zoltán Sebescen - Stefan Effenberg - Mike Hanke - Roy Präger - Tobias Rau - Albert Streit - Stefan Schnoor - Hans Sarpei - Pablo Thiam - Diego Klimowicz - Andres D'Alessandro - Brian O'Neil | - Facundo Hernán Quiroga - Dietmar Kühbauer - Peter Van Der Heyden - Marcelinho - Robson Ponte - Marian Hristov - Petar Mihtarski - Martin Petrov - Tomislav Marić - Mario Mandžukić - Jesper Christiansen - Peter Madsen - Thomas Rytter - Claus Thomsen - Steve Marlet | - Charles Akonnor - Isaac Boakye - Kevin Hofland - Jonathan Akpoborie - Krzysztof Nowak - Waldemar Kryger - Andrzej Juskowiak - Dorinel Munteanu - Miroslav Karhan - Claudio Reyna - Brian McBride - Chad Deering - Mike Lapper - Edin Džeko - Zvjezdan Misimović |

## Vanjske poveznice
- Službena stranica
- Abseits: vodič njemačkog nogometa  Arhivirana inačica izvorne stranice od 19. lipnja 2009. (Wayback Machine)
- Wolfsburg Forum  Arhivirana inačica izvorne stranice od 5. lipnja 2007. (Wayback Machine) (njem.)
- Wolfsburg fan-stranica (njem.)
- Statistika kluba  Arhivirana inačica izvorne stranice od 31. svibnja 2009. (Wayback Machine)
- Formacija na football-lineups[neaktivna poveznica]